# Ring Ka King
रिंग का किंग (Ring Ka King), ou encore King of the Ring est une fédération de catch professionnelle basée à Pune en Inde et créée par Jeff Jarrett. Cette promotion appartient à la  Total Nonstop Action Wrestling et produite par Endemol. Les épisodes de la saison 1 ont été filmés en décembre 2011 et diffusés à partir de janvier 2012 sur la chaine indienne Color TV. Jeff Jarrett est chargé de la promotion et Savio Vega est responsable de l'entraînement des talents indiens à l'Ohio Valley Wrestling.

## Création de l'émission
En octobre 2011, la Total Nonstop Action Wrestling (TNA) engage le scénariste Dave Lagana en vue de diffuser une émission de catch pour le marché indien. Le catcheur Matt Morgan révèle sur Twitter le nom de cette émission, Ring Ka King, ainsi que le partenariat avec la filiale indienne d'Endemol au cours des enregistrements en décembre.
Le 19 janvier 2012, la TNA annonce que Ring Ka King va être diffusé sur la chaine indienne Color TV ainsi que la création d'une école de catch à Bombay pour former des catcheurs indiens. Le premier épisode diffusé le 28 janvier rassemble près de 14 millions de téléspectateurs en Inde.
Au cours de cette première émission, Jazzy Lahoriya qui est la figure d'autorité à l'écran de l'émission, annonce l'organisation d'un tournoi afin de désigner le premier champion du monde poids lourd de la Ring Ka King. Ce tournoi voit le sacre de Matt Morgan après sa victoire face à Scott Steiner en finale au cours de l'émission diffusée le 5 février.

## Catcheurs
| Nom de ring              | Vrai nom                       | Notes,                            |
| ------------------------ | ------------------------------ | --------------------------------- |
| Abyss                    | Chris Parks                    | Ring Ka King Tag Team Champion    |
| American Adonis          | Christopher Mordetzky          |                                   |
| Broadway                 | James Maritato                 |                                   |
| Bulldog Hart             | Harry Smith                    |                                   |
| Chavo Guerrero Jr.       | Salvador Guerrero              |                                   |
| Cliff Compton            | Clifford Compton               |                                   |
| Deadly Danda             | Saurav Gurjar                  | Garde du corps de Jazzy Lahoria   |
| Doctor Nicholas Dinsmore | Nicholas Dinsmore              |                                   |
| Gurv Sihra               | Unknown                        | Moitié des Bollywood Boys         |
| Harv Sihra               | Unknown                        | Moitié des Bollywood Boys         |
| Hollywood                | Joseph Meehan                  |                                   |
| Isaiah Cash              | Drew Hankinson                 |                                   |
| Jimmy Rave               | James Guffey                   |                                   |
| Jwala                    | Unknown                        |                                   |
| Mahabeli Veera           | Amanpreet Singh                | Ring Ka King Heavyweight Champion |
| Matt Morgan              | Matthew Morgan                 |                                   |
| Maxx B.                  | Max Basnet                     |                                   |
| Mumbai Cats              | Unknown                        |                                   |
| Roscoe Jackson           | William Mueller                |                                   |
| Scott Steiner            | Scott Rechsteiner              | Ring Ka King Tag Team Champion    |
| Sheik Abdul Bashir       | Shawn Daivari                  |                                   |
| Sheik Mustafa Bashir     | Arya Daivari                   |                                   |
| Shera                    | Harjeet Singh                  | Traducteur de l'American Adonis   |
| Sir Brutus Magnus        | Nicholas Aldis                 |                                   |
| Sonjay Dutt              | Retesh Bhalla                  |                                   |
| TNT                      | Juan Riviera                   |                                   |
| Barood                   | "Sandeep"                      | [ 8 ]                             |
| Chhotu                   | Dharam Prakash "Babu" Bhojwani |                                   |
| Pagal Parinda            | Vikash Kumar                   |                                   |
| Pathani Patthe 1         | "Ashab Ahmad Malik Hashim"     |                                   |
| Pathani Patthe 2         | Unknown                        |                                   |
| Zorabar                  | Sarvesh "Sonu" Kumar           |                                   |
| Zema Ion                 | Michael Paris                  |                                   |

### Catcheuses
| Nom de ring               | Vrai nom         | Notes                                                |
| ------------------------- | ---------------- | ---------------------------------------------------- |
| Alissa Flash/Raisha Saeed | Melissa Anderson | Manager de Sheik Abdul Bashir & Sheik Mustafa Bashir |
| Mickie James              | Mickie James     |                                                      |

### Équipe Technique
| Nom de ring     | Vrai nom        | Notes                         |
| --------------- | --------------- | ----------------------------- |
| Dave Lagana     | Dave Lagana     | Chef Scripteur                |
| Dutch Mantel    | Wayne Keown     |                               |
| Jeff Jarrett    | Jeffrey Jarrett | "The Boss"                    |
| Jeremy Borash   | Jeremy Borash   | Interviewer Annonceur de Ring |
| Jazzy Lahoria   | Jazzy Lahoria   | Commissionaire (kayfabe)      |
| Joe Bath        | Joe Bath        | Commentateur                  |
| Keith Mitchell  | Keith Mitchell  | Producteur                    |
| Kubra Sait      | Kubra Sait      | Announceur de Ring            |
| Rick Fansher    | Rick Fansher    | Directeur                     |
| Rudy Charles    | Daniel Engler   | Arbitre                       |
| Ram Mennon      | Ram Mennon      | Interviewer                   |
| Siddarth Kannan | Siddarth Kannan | Commentateur                  |
| Harbhajan Singh | Harbhajan Singh | Promoteur                     |
| Savio Vega      | Juan Rivera     | Entraineur                    |